# Vágnedec
Vágnedec (szlovákul Nededza) község Szlovákiában, a Zsolnai kerületben, a Zsolnai járásban.

## Fekvése
Zsolnától 10 km-re keletre fekszik.

## Története
A települést 1384-ben „Nedecz” alakban említik először. 1483-ban „Nedecza”, 1598-ban „Nededza” néven szerepel a korabeli forrásokban. Kezdetben a helyi nemes Nedeczky család birtoka volt, majd az óvári uradalomhoz tartozott. 1720-ban 8 adózója létezett, közülük 5 zsellér. 1784-ben 56 házában 66 családban 422 lakos élt.
A 18. század végén Vályi András így ír róla: „NEDECZA. Tót falu Trentsén Várm. földes Urai Pongrácz, és több Uraságok, Nedeczky Nemzetségnek nevezetet szolgáltat, melly ezt Zsigmond Királytól nyerte, lakosai katolikusok, fekszik Várinnak szomszédságában, és annak filiája, földgye termékeny, legelője jó, piatzozása közel.”
1828-ban 35 háza és 506 lakosa volt. Lakói mezőgazdasággal és állattartással foglalkoztak.
Fényes Elek 1851-ben kiadott geográfiai szótárában így ír a faluról: „Nedecsa, tót falu, Trencsén vmegyében, Teplicsa mezővárosához egy fertálynyira a Vágh kies völgyében. Van egy ékes kastélya, termékeny, rozsot és árpát termő határa. Lakja 493 kath., 14 evang., 20 zsidó. F. u. Nedeczky és gr. Pongrácz. Ut. p. Zsolna.”
A trianoni békéig Trencsén vármegye Zsolnai járásához tartozott.

## Népessége
| Év:            | 1994. | 2004.   | 2014.   | 2024.   |
| -------------- | ----- | ------- | ------- | ------- |
| Emberek száma: | 849   | 929     | 1016    | 1092    |
| Eltérés:       |       | +9,42 % | +9,36 % | +7,48 % |

| Év:            | 2023. | 2024.   |
| -------------- | ----- | ------- |
| Emberek száma: | 1075  | 1092    |
| Eltérés:       |       | +1,58 % |

1910-ben 399, túlnyomórészt szlovák lakosa volt.
2001-ben 905 lakosából 904 szlovák volt.
2011-ben 978 lakosából 967 szlovák volt.

## Nevezetességei
- Késő reneszánsz várkastélya a 16. században épült.
- Két klasszicista kúriája a 19. század első felében épült, egyikük egy korábbi reneszánsz kastély helyén.
- Az egykori vendéglő épülete a 19. század első felében épült klasszicista stílusban.
- Haranglába 19. századi népi munka.

## Külső hivatkozások
- E-obce.sk Archiválva 2009. november 14-i dátummal a Wayback Machine-ben
- Községinfó
- Vágnedec Szlovákia térképén